# Пьяццолла-Studio
«Пьяццолла-Studio» — инструментальный ансамбль, созданный в 1993 году в Москве. Первый коллектив в мире, который стал исполнять произведения Астора Пьяццоллы после его смерти.

## История
Инициатором создания ансамбля стал народный артист России Фридрих Липс. Дебют коллектива состоялся в сентябре 1993 года на сцене Малого зала Московской консерватории. С тех пор музыканты активно гастролируют по стране и за рубежом (Япония, Австрия, Германия, Кыргызстан, Латвия, Эстония и др.) Творческая деятельность ансамбля повлияла на всё возрастающий интерес к его музыке во многих странах мира, в частности, музыканты вовлекли в орбиту музыки Пьяццоллы скрипача Г. Кремера, который стал его страстным пропагандистом. 
Музыка А. Пьяццоллы в исполнении ансамбля была использована в спектакле А. Миллера «Я ничего не помню».

## Состав ансамбля
- народный артист России, профессор РАМ им. Гнесиных Фридрих Липс (баян),
- заслуженный артист России, профессор Московской консерватории Владислав Иголинский (скрипка),
- заслуженный артист России, лауреат 1 премии международного конкурса им. П. И. Чайковского Кирилл Родин (виолончель),
- лауреат международных конкурсов Святослав Липс (фортепиано),
- Николай Льговский (перкуссия,  эпизодически).

В разные годы в коллективе играли народный артист России Владимир Тонха (виолончель), заслуженный артист России Марк Пекарский (перкуссия).